# Hildegardia erythrosiphon
Hildegardia erythrosiphon es una especie de planta de la subfamilia Sterculioideae dentro de la familia Malvaceae. Se encuentra en Madagascar.

## Taxonomía
Hildegardia erythrosiphon fue descrito por (Baill.) Kosterm. y publicado en Bulletin du Jardin Botanique de l'État à Bruxelles 24: 338. 1954.
Sinonimia
- Sterculia erythrosiphon Baill.
- Tarrietia erythrosiphon (Baill.) Hochr.[3]

Variedades
- Hildegardia erythrosiphon var. alluaudiana (Arènes) Arènes
- Hildegardia erythrosiphon var. analamerensis (Arènes) Arènes
- Hildegardia erythrosiphon var. antsiranensis (Arènes) Arènes
- Hildegardia erythrosiphon subsp. dolichocalyx (Arènes) Arènes
- Hildegardia erythrosiphon subsp. eriocalyx (Arènes) Arènes
- Hildegardia erythrosiphon var. eriocalyx
- Hildegardia erythrosiphon var. onilahensis (Arènes) Arènes
- Hildegardia erythrosiphon var. urschiana (Arènes) Arènes